# Thalian Hall
Thalian Hall es un ayuntamiento y teatro histórico ubicado en Wilmington, condado de New Hanover, Carolina del Norte. Fue construido en 1858 y es un edificio de ladrillos estucados de dos pisos y cinco bahías con una combinación de sobrio renacimiento clásico y extravagantes elementos de diseño victoriano tardío. La fachada frontal presenta un pórtico tetrástilo de orden corintio. El teatrodejó de proporcionar un escenario para espectáculos profesionales después de 1928. El edificio ha estado bajo la administración del Thalian Hall Center for the Performing Arts, Inc. desde 1963.
Fue incluido en el Registro Nacional de Lugares Históricos en 1970.  Está ubicado en el distrito histórico de Wilmington.